# Santa Monica Pier

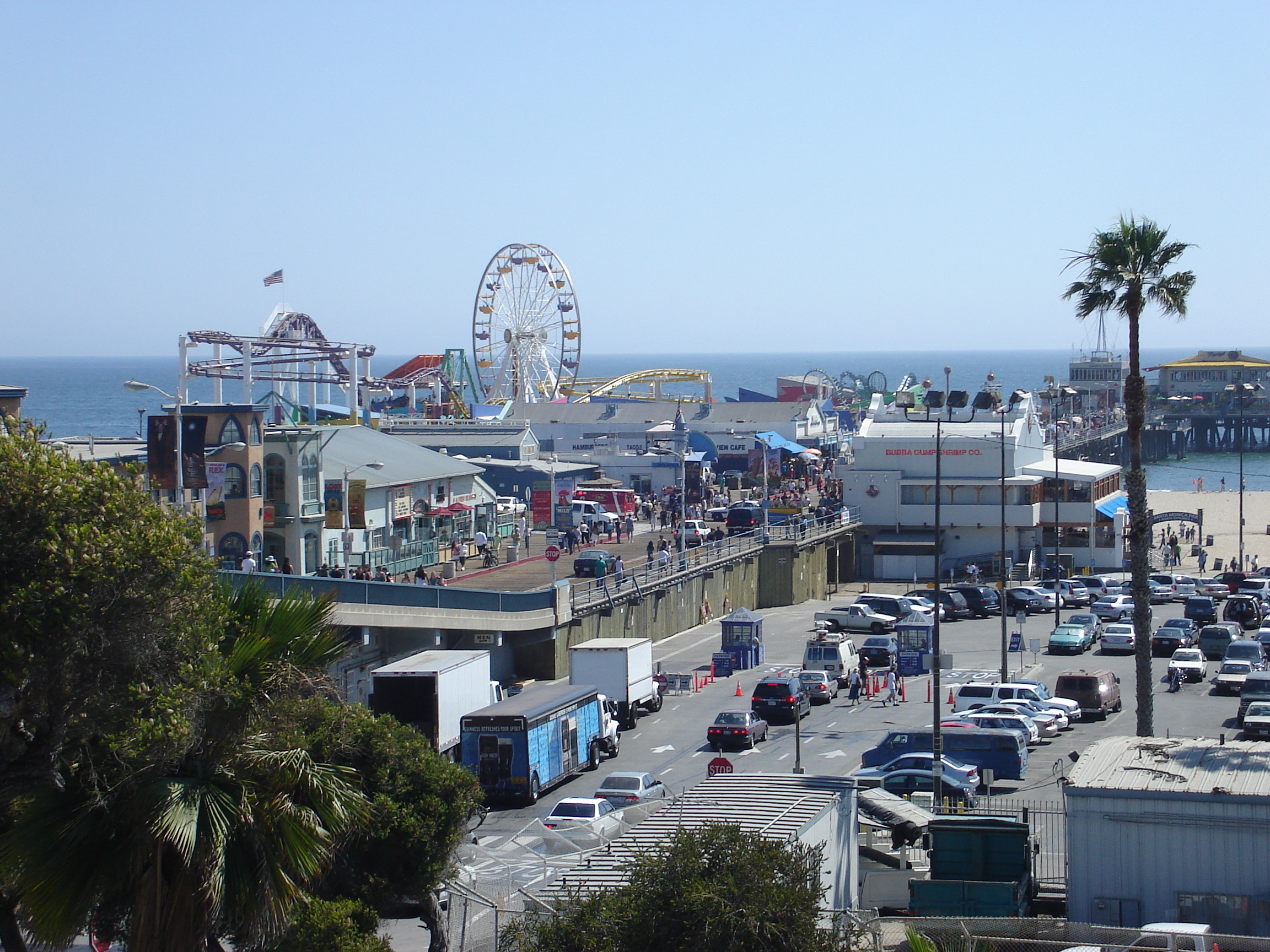
Il molo e, sul lato sinistro, il parco divertimenti Pacific Park

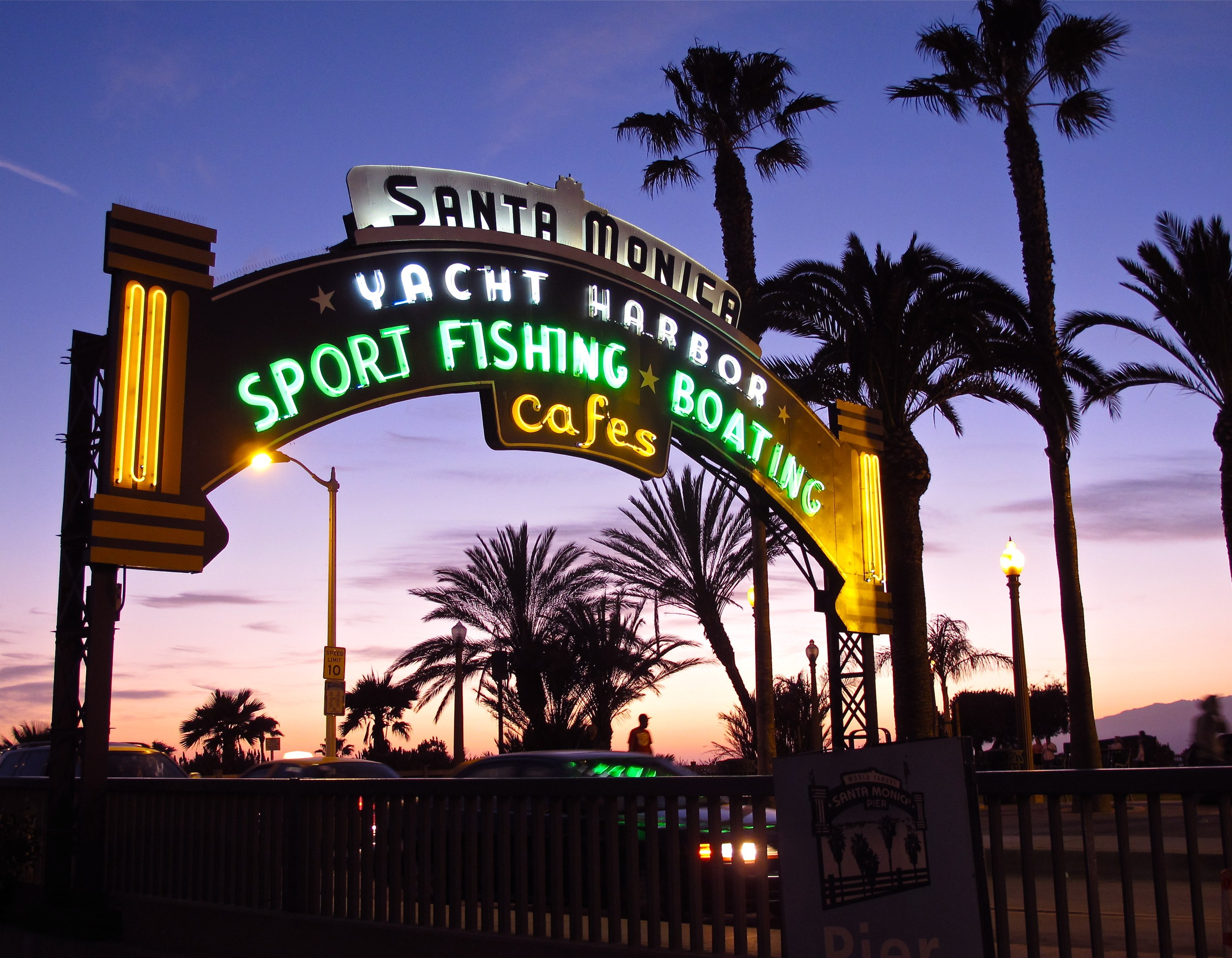
L'ingresso del molo al tramonto

Il molo di Santa Monica (in inglese Santa Monica Pier) è un molo turistico situato a Santa Monica, nella contea di Los Angeles.

## Attrazioni
Il molo ospita il Pacific Park, un parco divertimenti che si affaccia direttamente sull'Oceano Pacifico. Esso è l'unico parco divertimenti sulla costa occidentale degli Stati Uniti costruito su un molo, nonché l'unico parco a ingresso gratuito di Los Angeles. Ospita inoltre una famosa ruota panoramica, la quale, tra l'altro, è la prima al mondo ad essere alimentata a energia solare.
Oltre al parco, sono presenti una giostra a cavalli del 1922 (il cui edificio che la ospita venne dichiarato National Historic Landmark nel 1987), un acquario, negozi, una sala giochi, una scuola di trapezio, bancarelle, pub e ristoranti. È inoltre un popolare luogo per pescatori.

## Storia
Santa Monica ebbe diversi moli nel corso degli anni. Tuttavia, l'attuale molo è composto da due moli adiacenti che ebbero a lungo proprietari separati. Il lungo e stretto molo municipale, che non disponeva di servizi, aprì il 9 settembre 1909 principalmente allo scopo di trasportare i tubi delle fognature a qualche centinaio di metri dalla riva. A sud, il breve e ampio Pleasure Pier (noto anche come Newcomb Pier), fu edificato nel 1916 da Charles I. D. Looff e da suo figlio Arthur, costruttori di giostre. Nel 1924 aprì La Monica Ballroom, che all'epoca rappresentava la più grande sala da ballo della costa ovest. Essa fu successivamente demolita nel 1963.
Il Pleasure Pier ebbe un periodo di prosperità nel corso degli anni venti, fungendo anche da punto di collegamento con Chicago attraverso un altro pezzo di storia americana, la Route 66. All'epoca della sua costruzione il molo fungeva infatti da porto di smercio e scambio dei più svariati prodotti provenienti dall'Asia e dalle isole tropicali del continente americano. Successivamente, a causa della Grande depressione, negli anni trenta la maggior parte delle strutture del parco divertimenti fu chiusa e gran parte delle sue attrazioni furono vendute. Nel 1938 la Works Progress Administration costruì il ponte e il cancello d'ingresso al molo, che andarono a sostituire la precedente infrastruttura.
Il Newcomb Pier rimase proprietà privata fino a quando non fu acquisito dalla città nel 1974. Nel frattempo, durante gli anni sessanta e settanta, vennero proposti vari piani che avrebbero comportato la rimozione del molo. Il progetto più ampio, che comprendeva la costruzione di un'isola artificiale con un albergo di 1500 camere, fu approvato dal consiglio comunale, ma i cittadini formarono un comitato per preservare il molo. L'ordine di smantellare il molo fu revocato dal consiglio comunale nel 1973, anno in cui la giostra a cavalli e il relativo edificio furono teatro di alcune scene del film La stangata. Tra il 1982 e il 1983, circa un terzo del molo fu danneggiato da forti tempeste.